# Рудник Бота-Бурум
Рудник Бота-Бурум – колишнє гірничодобувне підприємство на півдні Казахстану, яке провадило розробку однойменного уранового родовища. 
Родовища Бота-Бурум відкрили в 1953-му та почали розробляти вже у 1956-му. Видобуток вели як кар’єром, так і підземним способом, зокрема, відомо про існування тут шахт «Капітальна», «Вентиляційна», Д-1, Д-2 та №3. Серед технологій, що використовували на руднику, було купчасте вилуговування. 
В якись момент до розробки залучили розташоване за 12 км від Бота-Бурум уранове родовище Джусандала.
Бота-Бурум розробляв Східний рудник Комбінату № 11 ВГУ («Второе главное управление»), центральна контора якого розташовувалась в Киргизстані. З 1967-го Комбінат №11 був переформований у Киргизький гірничорудний комбінат. Для проживання працівників облаштували розташоване поруч з рудником селище Аксуєк. 
Загальні запаси Бота-Бурум та Джусандала були не дуже значні – біля 20 тисяч тон урану. Станом на 1991 рік балансові запаси Бота-Бурум виявились вичерпаними, а подальшу розробку Джусандали визнали нерентабельною, що призвело до закриття рудника. За період до 1999 року на його майданчику провели роботи з демонтажу обладнання, перекриття чи консервації шахтних стовбурів. Частину обладнання, рекультивований майданчик шахти «Капітальна», дробарний комплекс, будівлю збагачувальної фабрики (після проведення дезактивації), склад руди та ділянку завантаження використали для розробки Чиганакського баритового родовища.